# Fusillade de Soliman
Vous lisez un « bon article » labellisé en 2008.
La fusillade de Soliman est un incident violent survenu le 3 janvier 2007 dans la région tunisienne de Soliman au sud-est de Tunis. Il oppose les forces de l'ordre à un groupe armé se faisant appeler « armée d'Assad Ibn Fourat » et d'abord qualifié par le gouvernement de « criminels dangereux ». Une précédente fusillade impliquant ce même groupe avait déjà eu lieu le 23 décembre 2006, le plaçant dans un contexte de terrorisme djihadiste et de militance insurrectionnelle.
Présentée dans un premier temps comme une affaire de grand banditisme, phénomène très peu connu dans le pays, la presse tunisienne et internationale parvient rapidement à pointer le lien du groupe avec le terrorisme islamiste de type salafiste implanté au Maghreb dans le contexte de l'après-11 septembre, notamment sur le territoire de l'Algérie voisine, d'où le groupe composé majoritairement de Tunisiens s'est infiltré.
Pour le politologue français Vincent Geisser, cette apparition de l'islamisme international de type violent en Tunisie marquerait une rupture avec l'islamisme politique tunisien, réprimé dans les années 1990 au travers du mouvement Ennahdha. Cette évolution serait selon lui le résultat de la « stratégie de répression systématique des opposants » qui se développerait en marge des partis politiques tout en permettant de justifier la stratégie sécuritaire du gouvernement en place aux yeux des Occidentaux.
Hormis l'attentat de la Ghriba contre la synagogue de Djerba au printemps 2002, jamais le pays n'avait été pris pour cible par la mouvance islamiste. Mais, à l'instar des autres sociétés arabes, la Tunisie voit le retour du hidjab, la montée de la religiosité et le succès des émissions religieuses et plusieurs centaines de jeunes Tunisiens se sont enrôlés sous la bannière du djihad en Irak. À la suite de la révolution de 2011, les membres de l'armée Assad Ibn Fourat sont libérés et s'expriment au sein de la mouvance salafiste tunisienne.

## Déroulement

### Préparation
C'est dans un maquis islamiste non loin de Tébessa, dans l'est de l'Algérie, que Lassaad Sassi reçoit l'aval de ses chefs du Groupe salafiste pour la prédication et le combat (GSPC) dans l'objectif de s'infiltrer en Tunisie afin d'y créer des cellules de soutien logistique, de recruter et de former de futurs terroristes. Il réussit à convaincre quatre de ses compatriotes — Mohamed Hédi Ben Khlifa, Zouhair Riabi, Mohamed Mahmoudi et Tarak Hammami — et un Mauritanien natif de la ville de Nbaghia — Mohammadou Maqam Maqam alias « Chokri » — de l'accompagner. Dans la nuit du 22 au 23 avril 2006, le commando passe la frontière et gagne le Djebel Chambi, après quatre jours de marche.
Le lendemain, Sassi et Ben Khlifa se rendent à Kasserine pour ravitailler le camp. Quelques jours plus tard, Hammami et Mahmoudi vont à Sfax pour tenter d'y trouver une cache mais se font arrêter par les forces de sécurité à Kasserine le 27 avril alors qu'ils se trouvent en possession de grenades. Ben Khlifa prévient alors son beau-frère installé à Sidi Bouzid pour tenter d'y trouver une cache mais sans succès. Le groupe entre alors en contact avec des membres d'une cellule salafiste de Tunis, gagne la capitale début juin et finit par trouver une planque près d'Hammam Lif. Durant l'été et l'automne, le groupe d'une vingtaine de membres change plusieurs fois de cache, en restant dans un périmètre restreint, et s'initie à la fabrication d'explosifs en semblant privilégier l'attaque par véhicule piégé comme mode opératoire contre des « infrastructures vitales » de la République, des « objectifs symboliques » ainsi que des « intérêts étrangers » et « des personnalités tunisiennes et étrangères ».
C'est alors qu'une quinzaine de membres d'une cellule salafiste de Sousse, âgés de 25 à 30 ans pour la plupart, craignant d'avoir été découverts par la police, se réfugient dans une caverne située dans le massif d'Aïn Tbornog, sur les hauteurs de Grombalia, à la fin du mois de novembre 2006. Début décembre, la fusion s'opère entre les divers groupes et Sassi est proclamé « émir » de la cellule. Le campement se trouve à cinq heures de marche de la route la plus proche alors qu'une poignée de combattants gardent la planque de Hammam Chott où sont entreposés explosifs, vivres et argent.

### Premier accrochage
Selon Le Figaro du 11 janvier 2007, tout commence le 23 décembre vers 18 h 30 à l'entrée de Borj Cédria, une localité située au sud de Tunis.

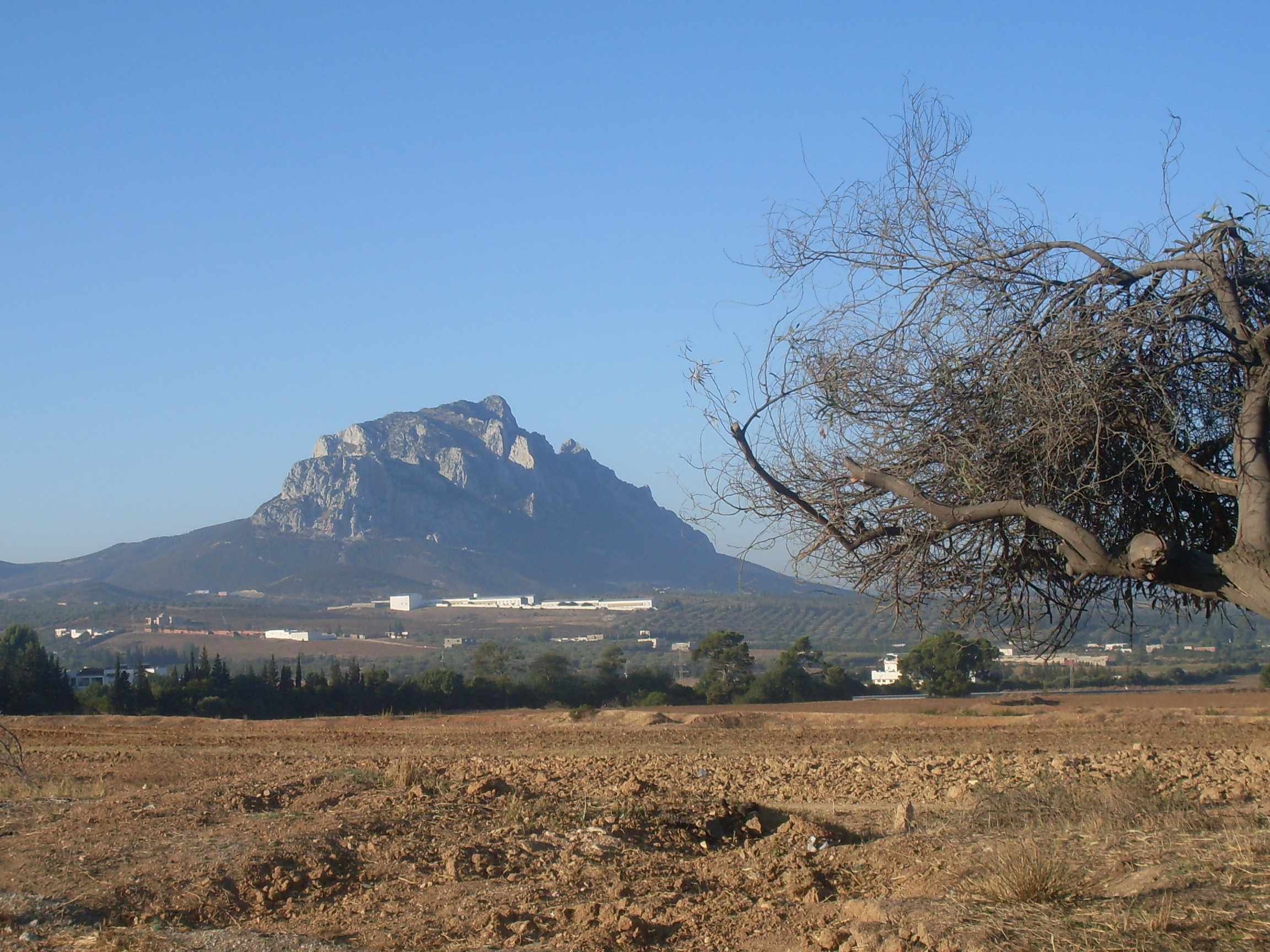
Silhouette du massif du Djebel Ressas où le groupe se replie dans un premier temps.

Les occupants d'une voiture de location refusent de se plier à un contrôle de la garde nationale, qui se met à la poursuite du véhicule. Les fuyards se réfugient dans une maison de la localité de Bir El Bey, où ils retrouvent des compagnons armés. Un premier échange de tirs a alors lieu : deux membres du groupe sont abattus et deux autres arrêtés tandis que deux agents des forces de l'ordre sont blessés dont un grièvement. D'après une source proche du dossier d'enquête, il semblerait en réalité que ce soit l'arrestation d'Oussama Hajji, salafiste lié à des membres de la cellule de Sousse, qui ait mis les policiers sur les traces du groupe. La police aurait alors encerclé la cache d'Hammam Chott, où les militants auraient ouvert le feu.
Au terme de plusieurs heures de tirs, trois policiers sont blessés, deux militants tués (dont Zouhair Riabi), et un troisième arrêté, alors qu'un dernier réussit à prendre la fuite. Les autres éléments du groupe armé parviennent à s'enfuir et se replient dans le massif boisé du Djebel Ressas. Pendant ce temps, la police découvre dans la maison abandonnée des provisions en abondance et un stock d'armes,. Appelées en renfort, des troupes d'élite et des forces armées, appuyées par des hélicoptères, commencent à ratisser la zone.
Dans le même temps, un dispositif exceptionnel, incluant des effectifs de la police, de la garde nationale et de l'armée, est déployé sur l'autoroute A1 reliant Tunis au sud du pays, alors que des barrages de police sont installés aux entrées des principales villes, pour procéder à des contrôles,, ainsi qu'autour des établissements sensibles comme les hôtels. Le lendemain, une dépêche de l'agence de presse officielle Tunis Afrique Presse évoque un affrontement entre des policiers et « une bande de dangereux criminels ». La plupart des journaux tunisiens, dont Al Chourouk et Le Quotidien, évoquent immédiatement un fait divers lié à un trafic international d'armes ou de drogue. Mais certains journaux privés, dont les quotidiens Essarih et Assabah, évoquent l'hypothèse d'un groupe terroriste. Cette version est également privilégiée par l'opposition tunisienne. De leur côté, des sources proches du pouvoir admettent en privé que l'affrontement impliquait des islamistes tunisiens, algériens et mauritaniens venus d'Algérie. Le quotidien Al-Hayat confirme de son côté que « ces hommes armés se seraient infiltrés dans le pays à partir de l'Algérie ».

### Opération
Le 28 décembre, l'armée lance une opération dans le massif d'Aïn Tbornog. Toutefois, l'alerte est donnée et Sassi ordonne à ses combattants de se préparer à résister. Ils parviennent ainsi à repousser les forces de l'ordre jusqu'à la tombée du jour alors que les hélicoptères survolant la zone à basse altitude ne parviennent pas à les repérer. À la tombée de la nuit, le groupe se replie en direction d'une autre montagne. Le lendemain, à nouveau assailli, Sassi décide de scinder ses forces en quatre groupes : les deux derniers, forts d'une dizaine d'éléments, doivent se replier sur Sousse et les deux premiers, qui comptent une douzaine de combattants, doivent trouver refuge à Tunis. Inexpérimentée et désarmée, la quasi-totalité des membres des trois derniers groupes tombe entre les mains des forces de sécurité dans les heures ou les jours qui suivent. L'un d'eux se fait exploser au moment de son arrestation, tuant un officier de l'armée, alors qu'un autre est tué dans des circonstances non éclaircies.
D'autres coups de feu auraient par ailleurs été entendus au matin du 31 décembre à Bab Saadoun, à proximité du tribunal de Tunis. D'autre part, selon des sources de l'opposition tunisienne, plusieurs commissariats de police et casernes de la gendarmerie auraient été la cible d'attaques dans la région de Kairouan, l'objectif des assaillants étant de récupérer des armes. Toutefois, ces informations n'ont pu être confirmées par la suite.
Seuls les éléments du groupe de Sassi réussissent à passer entre les mailles du filet et gagnent la bourgade de Soliman après cinq jours de cavale. Sassi est tué au cours d'un accrochage, sans doute à l'aube du 3 janvier. Rabia Bacha accompagné de Chokri se rend vers 4 heures du matin dans le quartier du 1er-Juin où habitent ses parents,. Alors que Bacha s'apprête à pénétrer chez lui, des policiers planqués dans la maison d'en face ouvrent le feu. L'échange de tirs va durer deux voire trois heures selon les sources. Bacha et Chokri abattus, les forces de sécurité lancent ensuite un ultime assaut contre le reste du groupe : Ben Khlifa, Sahbi El Masrouki, Makram Jrid, Mehdi El Mejri et Riadh Miri qui attendent les deux hommes dans une maison en construction isolée à l'entrée de la ville. Selon un témoignage recueilli par l'Agence France-Presse, sur ce groupe de cinq hommes, l'un d'eux se serait rendu et quatre autres auraient été tués à l'issue de violents accrochages avec les forces de l'ordre qui auraient utilisé un char selon un témoin oculaire parlant sous couvert de l'anonymat. Une vidéo amateur prise pendant les évènements montre quant à elle un Fiat - OTO Melara 6614 de l'armée tunisienne qui est un véhicule léger de transport de troupes.
Le journal Al Chourouk attribue l'intensité des échanges de tirs à la possession par ce groupe d'armes dont « des fusils-mitrailleurs et des lance-roquettes de type RPG » et à « la présence d'éléments bien entraînés voire rompus au combat et au maniement des armes pour certains ». De plus, les membres du groupe auraient porté des gilets pare-balles.

## Bilan et hypothèses
Dans un premier temps, une source proche du ministère de l'Intérieur, citée par l'agence Reuters, affirme que les forces de l'ordre auraient abattu 25 « criminels dangereux ». Un chiffre démenti quelques heures plus tard par une « source gouvernementale » qui se garde toutefois de préciser le nombre de victimes. Peu avant, l'agence de presse Tunis Afrique Presse avait simplement indiqué que les forces de sécurité avaient retrouvé et liquidé les derniers membres d'une « bande criminelle ». Le bilan officiel, finalement publié par le ministère de l'Intérieur, mentionne quatorze morts dont douze militants, un policier et un militaire et l'arrestation de quinze personnes sans indiquer l'identité des personnes impliquées et la nature de leurs projets.
Le quotidien Le Temps indique dès le 7 janvier que le groupe appartient à un groupe « salafiste » qui aurait agi « dans le cadre d'un plan terroriste pour la déstabilisation du Maghreb », et qu'il avait un plan « visant la destruction d'établissements économiques et touristiques ». Al Chourouk indique également que le groupe armé faisait partie du « mouvement salafiste » mais ne dévoile pas son appellation et cite des sources sous couvert d'anonymat. En outre, de hauts responsables tunisiens auraient assuré au journal qu'un seul étranger faisait partie du groupe criminel et portait la nationalité mauritanienne. La même version est relayée par l'hebdomadaire Akhbar Al Joumhouria qui fait état de la présence dans le groupe d'un Mauritanien qui semble avoir trouvé la mort alors qu'il accompagnait Bacha. Quant au Temps, il précise que la « bande des dangereux criminels » aurait été trahie par la quantité de pain quotidienne qu'elle achetait, rumeur persistante qui ne sera toutefois jamais confirmée.
Le 11 janvier, Al Chourouk confirme que « tous les éléments de la bande armée se sont infiltrés, par petits groupes, à travers la frontière algérienne » en citant des « sources bien informées ». La bande serait également apparentée au GSPC algérien et au Groupe islamique combattant marocain. Le quotidien assure en outre que « les éléments de la bande armée étaient contrôlés dès le départ par la sécurité tunisienne », réfutant les informations du Temps selon lesquelles le groupe armé avait été découvert grâce à l'alerte d'un commerçant qui les approvisionnait en pain. Pour Akhbar Al Joumhouria, le plan des autorités « visait à les capturer vivants pour enquêter sur eux et dévoiler leurs desseins ». Pour sa part, l'hebdomadaire Réalités reprend le même jour la thèse d'un groupe salafiste apparenté au GSPC algérien en critiquant sévèrement le manque d'informations officielles crédibles sur les affrontements.
Pour Le Figaro du 11 janvier, le groupe armé était composé d'une trentaine de jeunes âgés de 18 à 25 ans. Sassi, âgé d'une trentaine d'années et qui se faisait appeler Abou Hechmi, était un ancien officier de la garde nationale ayant démissionné dix ans auparavant pour passer par les camps d'entraînement d'Al-Qaïda en Afghanistan. Il aurait peut-être également combattu en Tchétchénie et en Bosnie-Herzégovine. Pourtant, l'ambassade de Tunisie en France précise dans Jeune Afrique qu'il n'aurait jamais appartenu à la garde nationale ou à tout autre service du ministère de l'Intérieur et aurait trempé dans les milieux de la criminalité en Italie. Bacha, âgé de 22 ans et originaire de Soliman, était issu de la classe moyenne. Après avoir obtenu son baccalauréat, il a étudié à l'Institut supérieur des études technologiques de Sidi Bouzid où il aurait été « recruté ». Il a effectué plusieurs séjours dans les maquis algériens du GSPC. Le groupe aurait été implanté depuis plusieurs semaines voire plusieurs mois dans le massif montagneux qui surplombe les agglomérations d'Hamman Lif et de Soliman. La maison de Bir El Bey où s'est déroulé le premier accrochage leur servait de quartier général. Le groupe l'avait louée deux mois auparavant et y préparait plusieurs attentats pour le 31 décembre. Parmi les sites visés figuraient, selon des informations non confirmées, les ambassades britannique et américaine, des centres commerciaux à Tunis (dont celui de Carrefour) et de grands hôtels de la capitale et du cap Bon.

## Réactions
Le 12 janvier, pour la première fois depuis la fusillade, le ministre de l'Intérieur Rafik Belhaj Kacem s'exprime officiellement et confirme la plupart des informations divulguées par la presse tunisienne. Il qualifie le groupe de « salafistes terroristes » et indique que tous les activistes étaient des Tunisiens à l'exception d'un Mauritanien. Il explique que la police surveillait ce groupe, dont six membres s'étaient infiltrés depuis l'Algérie, et qu'elle avait attendu que les membres de la cellule se rassemblent avant d'entrer en action avec l'aide de l'armée, ce que confirme l'ambassade de Tunisie en France en janvier 2008. Il indique également que « des explosifs, des plans de situation d'ambassades ainsi que des noms de diplomates étrangers accrédités en Tunisie ont été saisis par la police ». Il n'a toutefois pas indiqué l'identité des diplomates ou des pays dont les ambassades auraient été visées. Il a enfin fait état de deux morts et trois blessés parmi les forces de sécurité et les unités de l'armée qui ont affronté les éléments de la bande. Le dispositif policier mis en place tout autour du cap Bon est progressivement allégé mais de nombreux barrages sont maintenus sur les routes qui mènent de Tunis à Hammamet.
Le secrétaire général de la Ligue tunisienne des droits de l'homme dénonce cette « manipulation grossière qui consiste à présenter des terroristes comme des délinquants de droit commun ». Pour sa part, le Parti communiste des ouvriers de Tunisie, au travers de son organe de presse Al Badil, dénonce le « black-out » médiatique qui a « ouvert la porte à toutes les spéculations possibles autour de l'identité du groupe armé et provoqué une panique au sein de la population eu égard à des informations faisant état de l'éclatement d'autres accrochages à travers la ville et qui auraient fait de nombreux morts ». Il met en garde le régime de profiter de ces événements pour restreindre la liberté de circulation, à travers les points de contrôle routiers, et estime que « ces événements présagent une étape dangereuse dans la vie politique qui dément les certitudes du régime à voir instauré la sécurité et la stabilité et qui met en échec sa politique sécuritaire ».
Dès le 3 janvier, des informations circulent selon lesquelles la police aurait procédé à des dizaines d'arrestations dans tout le pays. Pour le Parti démocrate progressiste, ces arrestations auraient eu lieu à Soliman, dans la banlieue sud de Tunis, au Kef, à Sidi Bouzid, à Kasserine et à Gafsa. À Bizerte, des jeunes hommes auraient été arrêtés au sortir de certaines mosquées selon un communiqué de la section locale du parti. Toutefois, une source gouvernementale dément ces informations, le 17 janvier, déclarant « irresponsable de s'adonner à des supputations peu scrupuleuses ».

## Série de procès
Les présumés terroristes sont inculpés le 8 septembre selon les chefs d'inculpation suivants :
- appartenance à une organisation ayant fait du terrorisme un moyen pour réaliser ses desseins ;
- participation à un entraînement militaire dans le but de commettre des crimes terroristes ;
- détention, port et transport d'armes, munitions et explosifs ;
- recrutement et entraînement d'un groupe de personnes dans le cadre d'une entreprise terroriste ;
- mise à disposition d'armes et explosifs au profit d'une organisation terroriste ;
- participation à une rébellion armée au cours de laquelle a été porté atteinte à des fonctionnaires et ayant entraîné la mort ;
- tentative d'homicide volontaire avec préméditation ;
- incitation des gens à s'entretuer et à provoquer le désordre et le meurtre sur le territoire tunisien.

L'enquête menée indique que le groupe se faisait appeler « armée d'Assad Ibn Fourat » et avait pour mission de recruter, collecter de l'argent et planifier des attentats notamment à Tunis et Sousse. Toutefois, les pièces versées au dossier d'accusation ne feraient nulle mention d'« attentats planifiés » contre des hypermarchés ou des ambassades même si l'ambassade de Tunisie en France précise que parmi les documents en possession des terroristes figuraient des plans de position des sièges des chancelleries britannique et américaine à Tunis puisés sur Google Earth.
Dix chefs d'accusation sont retenus à l'encontre de trente prévenus âgées de 22 à 42 ans parmi lesquels 29 encourent la peine de mort. Le trentième prévenu, Zouheir Jrid, doit être jugé pour avoir tu des informations sur la préparation d'actes terroristes dans la ferme familiale située sur les hauteurs de Grombalia. Le procès est ouvert le 21 novembre et ajourné à plusieurs reprises, « simplement pour avoir le minimum de temps pour préparer la défense » selon l'un des avocats des prévenus qui s'est plaint d'avoir été commis d'office durant le procès et de n'avoir pu rencontrer son client qu'à trois reprises. Selon lui, le juge n'aurait ordonné aucune investigation complémentaire pendant l'instruction et se serait entièrement reposé sur les rapports de police et les aveux des accusés. À l'occasion de la dernière audience ouverte le 29 décembre, Me Béchir Essid demande le report du procès pour donner « à la défense le temps nécessaire » à la préparation de ses plaidoyers, qui lui est néanmoins refusé. Durant les interrogatoires ayant duré plus de neuf heures, les inculpés oscillent entre la reconnaissance totale ou partielle des faits et la négation des crimes dont ils sont accusés alors que des divergences sont quelquefois apparues entre la cour et la défense.
Le lendemain, au terme d'un procès de près de deux mois marqué par le retrait du collectif d'avocats de défense des prisonniers et l'absence de représentants d'ONG ou du corps diplomatique en poste à Tunis, le juge Mehrez Hammami présidant la quatrième chambre criminelle du Tribunal de première instance de Tunis condamne deux prévenus à mort par pendaison — Imed Ben Ameur (menuisier né le 20 mai 1973 à Sousse) et Sabeur Ragoubi (ouvrier né le 2 juin 1983 à Kairouan) —, huit à la prison à perpétuité, sept à trente ans de prison ferme, deux à vingt ans, deux à quinze ans, deux à douze ans et deux à dix ans de prison ferme. Les cinq inculpés restants ont été condamnés à huit, sept, six et cinq ans de prison ferme. Les prévenus les plus lourdement condamnés sont reconnus coupables d'« appartenance à une organisation terroriste, assassinats, maniement d'armes, troubles et incitation de la population à s'entretuer » mais la cour écarte les accusations de complots. Selon l'un des avocats, le dossier communiqué « ne dit pas un mot sur les lieux, les dates et l'identité précise des individus supposés avoir tiré sur les militaires et les policiers », lui faisant craindre que les condamnés aient porté le chapeau pour ceux tués durant les combats.
En appel, l'absence de preuves à charge et la pratique de la torture pour « arracher de faux aveux » sont au centre des plaidoiries de la défense. Avec le verdict prononcé dans la nuit du 20 au 21 février 2008, Ragoubi voit sa peine capitale confirmée mais Ben Ameur est condamné à la perpétuité. Toutefois, le président Zine el-Abidine Ben Ali s'est engagé en novembre 2007 dans une interview donnée au Figaro Magazine à « ne jamais signer l'exécution de condamnés à mort ». Six autres accusés sont condamnés à la prison à vie et les 22 accusés restants, parmi lesquels sept ont bénéficié d'un allégement, se voient infliger des peines allant de trois à trente ans d'emprisonnement.
Hammami et Mahmoudi, arrêtés en avril 2006 à Kasserine, sont jugés dans un procès séparé devant la même juridiction. Selon l'accusation, ils auraient aussi participé à des opérations terroristes en Algérie au cours desquelles deux gendarmes ont été égorgés et leur armes saisies. Lors de leur interrogatoire, Mahmoudi affirme que son passage dans les maquis algériens devait le préparer au djihad en Irak. Ils sont condamnés le 11 février 2008 à des peines de douze et quinze ans de prison ferme notamment pour « appartenance à une organisation terroriste » et « incitation à la commission de crimes terroristes ». Sept autres personnes accusées de leur avoir porté assistance et d'avoir projeté de se rendre en Algérie ont écopé de cinq ans d'emprisonnement chacune.
À la suite de la chute du président Ben Ali en 2011, trente membres du groupe condamnés bénéficient d'une amnistie générale. La reconstruction des faits, à la suite de la libération des éléments djihadistes impliqués dans la fusillade de Soliman, après la révolution de 2011, se prête à des formes de manipulation médiatique de l'opinion publique dans le but de faire passer la tentative d'insurrection djihadiste armée pour « une mise en scène d'une épopée héroïque », préparant ainsi des analogies avec la propagande de groupes terroristes comme l'État Islamique. On apprend ainsi que les militants islamistes ont pris les armes dès 2004 à la suite d'une fatwa du cheikh Youssef al-Qaradâwî, en représailles aux mesures d'interdiction du voile islamique par le régime de Ben Ali. Certains prennent la parole lors du rassemblement annuel du mouvement salafiste Ansar al-Charia en 2012 à Kairouan. De nombreux éléments retournent cependant à des activités au sein du terrorisme islamiste, jusqu'à leur arrestation dans le cadre de la lutte antiterroriste. Saber Ragoubi, en particulier, est arrêté à nouveau en août 2016 par les unités sécuritaires du district de Sousse, en tant que « tête pensante » d'un réseau terroriste impliqué dans l'envoi de jeunes pour le djihad vers la Libye et le territoire syro-irakien occupé par l'organisation État islamique. En outre, « dans ses prêches, en 2015, à la mosquée Bilel, à la cité Boukhzar, à Sousse, il incitait les jeunes au jihad contre l'État qualifié de taghout (ennemi de la religion) ».